# Novosselivka (oblast de Donetsk)
Novosselivka (ukrainien : Новоселівка, russe : Новосёловка) est une commune urbaine de l'oblast de Donetsk, en Ukraine, et dépendant du raïon de Kramatorsk. Elle compte 1 255 habitants en 2021.

## Géographie
La commune se situe sur la rive occidentale de la rivière Netryous, un petit affluent de rive gauche de la rivière Donets, dans le bassin hydrographique du fleuve Don. Elle se trouve à 13,5 km au nord-ouest de la ville de Lyman, à 38 km au nord de celle de Kramatorsk, et à 118 km au nord de celle de Donetsk.